# Station Kliniska
Station Kliniska is een spoorwegstation in de Poolse plaats Kliniska Wielkie.